# القصر الملكي في تورينو
القصر الملكي في تورينو (بالإيطالية: Palazzo Reale)‏ هو قصر في تورينو شمال إيطاليا. كان القصر الملكي لعائلة سافوي. تم تحديثه بشكل كبير من قبل الفرنسية المولد السيدة الملكية كريستين ماري من فرنسا (1606-1663) في القرن السابع عشر. صممه فيليبو يوفارا ويشمل قصر شيابليزي.

## أعلام
- فيتوريو أميديو أمير بييمونتي
- ماريا كلوتيلد أميرة سافوي